# Prix maréchal-Louis-Hubert-Lyautey
Le prix maréchal-Louis-Hubert-Lyautey est un prix littéraire français annuel de l’Académie des sciences d'outre-mer, créé en 1934 et « destiné à récompenser un ouvrage traitant de l’Afrique du Nord, de l’Afrique subsaharienne ou de l’océan Indien ».
Hubert Lyautey, né le 17 novembre 1854 à Nancy (dans la Meurthe, aujourd'hui en Meurthe-et-Moselle) et mort le 27 juillet 1934 à Thorey (Meurthe-et-Moselle), est un militaire français.

## Liste des lauréats
- 1934 : R. Maire et Émile Miège pour l’ensemble de leur œuvre.
- 1935 : 
  - Les dispensaires antituberculeux de Fez, Rabat et Casablanca.
  - Georges-R. Manue pour La retraite au désert et Le hakem au burnous bleu.
- 1936 : Georges Hersent, Fondateur de la Compagnie franco-marocaine de Fedala Émile Pagnon.
- 1937 : Roudot, Poidenu, Brincklé et Pianelli, familles de quatre militaires tombés au Maroc.
- 1938 : A. Ben Zidane pour son œuvre littéraire.
- 1939 : 
  - G. Blanc (docteur).
  - Mentions honorables aux docteurs Maire et Sicault pour l’ensemble de leur œuvre.
- 1945 : 
  - Jean Dresch pour Recherches sur l’évolution du relief dans le Massif central du Grand Atlas, le Haouz et le Sous.
  - Jean Béraud-Villars pour L’Empire de Gaô : un état soudanais aux XVe et XVIe siècles.
  - Jean Mohamed Ben Abdejlil pour Brève histoire de la littérature arabe.
- 1948 :
  - P. Ange Koller pour Essai sur l’esprit du berbère marocain.
  - Roger Coindreau (1891-1964) pour Les corsaires de Salé.
  - Marie Barrère-Affre pour ses romans marocains, Cahiers Charles de Foucauld.
- 1950 : Supérieure des religieuses de l’Orphelinat de Taroudant
- 1951 : décerné à titre posthume au Docteur Guy Delanoë (1916-....) pour Trente ans d’activité médicale et sociale au Maroc.
- 1955 : René Pichon (sous le pseudonyme de Le Quimener) pour Hommes d’Afrique : les bâtisseurs.
- 1957 : François Bonjean [et al.] pour Dans la lumière des cités marocaines.
- 1958 : André Rebreyend pour Mémorial de Lyautey.
- 1960 :
  - René de Berval (1911-1986) pour Présence du Bouddhisme.
  - Robert Cornevin pour Histoire du Togo.
- 1961 : 
  - Pierre Cornet pour Du mirage au miracle : le pétrole saharien.
  - Docteur Jean-Louis Houpeau pour Catalogue des publications analysées dans le Bulletin signalétique d’entomologie médicale et vétérinaire reçues à la bibliothèque de l’Office de la recherche scientifique et technique outre-mer, mars 1959.
- 1962 : 
  - François Balsan pour l’ensemble de son œuvre.
  - Pierre Biberson (1909-1992) pour le Cadre paléogéographique de la préhistoire du Maroc atlantique.
- 1963 : 
  - Fresnette Pisani-Ferry pour Jules Ferry et le partage du monde.
  - Gabriel Camps pour Monuments et rites funéraires protohistoriques : aux origines de la Berbérie.
- 1964 : 
  - Histoire et épopée des troupes d’outre-mer. Ed. Pouzet et Cie.
  - Robert Capot-Rey (1897-1977) pour ses travaux sur le Sahara.
- 1967 : 
  - Jean-Marie Cortade pour Lexique français-touareg, dialecte de l’Ahaggar.
  - Régine Bonnardel (1926-2017) pour L’Économie maritime et rurale de Kayar, village sénégalais, problèmes de développement.
- 1971 : Ahmed Sefrioui pour l’ensemble de son œuvre.
- 1972 : Maurice Filion pour La pensée et l’action coloniale de Maurepas vis-à-vis du Canada, 1723-1749 : l’âge d’or de la colonie.
- 1973 : Hubert de Leusse (1906-1992) pour Afrique et Occident : heurs et malheurs d’une rencontre, les romanciers du pays noir.
- 1973 : François N'Sougan Agblemagnon (1929-2008) pour Sociologie des sociétés orales d’Afrique Noire : les Eve du Sud-Togo.
- 1974 : Raymond Delval (1917-1994) pour Radama II : prince de la renaissance malgache, 1861-1863.
- 1975 : Jean-Jacques Luthi (1929-2015) pour Introduction à la littérature d’expression française en Égypte, 1798-1945.
- 1976 : Guy Franco (1932-....) pour Le jardin de Juan.
- 1977 :
  - Joseph Cuoq (1917-1986) pour Les musulmans en Afrique.
  - Joseph Cuoq (éd.) pour Recueil des sources arabes concernant l’Afrique occidentale du VIIIe au XVIe siècle : Bilād al-Sūdān.
- 1978 :
  - Robert Saint Véran pour À Djibouti avec les Afars et les Issas.
  - Thierry Flobert pour Les Comores : évolution juridique et socio-politique.
- 1979 :
  - Chikh Bouamrane (1924-....) pour Le Problème de la liberté humaine dans la pensée musulmane : solution mu’tazilite
  - Louis Gardet pour Les hommes de l’Islam : approche des mentalités.
- 1980 : Louis Périllier pour La conquête de l’indépendance tunisienne : souvenirs et témoignages.
- 1981 : Pierre Aubé pour Baudouin IV de Jérusalem. Le roi lépreux.
- 1982 :
  - Georges de Bouteiller (1913-1995) pour L'Arabie Saoudite, cité de Dieu, cité des affaires, puissance internationale.
  - Christian Coulon (1942-....) pour Le marabout et le prince : islam et pouvoir au Sénégal.
- 1983 : André Le Révérend pour Lyautey.
- 1984 : Pierre Goinard (1903-1991) pour Algérie, l'œuvre française.
- 1985 : Henri Sanson (1917-2010) pour Christianisme au miroir de l’Islam : essai sur la rencontre des cultures en Algérie.
- 1986 : Henri Servien pour Petite histoire des colonies et missions françaises.
- 1987 :
  - Pierre Préfol (1914?-2000) pour Prodige de l’irrigation au Maroc : le développement exemplaire du Tadla, 1936-1985.
  - Khālid al Wasmī (1942-....) pour Oman entre l’indépendance et l’occupation coloniale : recherches sur l’histoire moderne d’Oman dans ses relations régionales et internationales, 1789-1904.
- 1988 : Paul Pédech (1912-2005) pour Ernest Psichari ou les Chemins de l’ordre.
- 1990 : Maurice Rives (1924-....) et Robert Dietrich (1918-2007) alias E. Howard Hunt pour Héros méconnus, 1914-1918, 1939-1945.
- 1991 : Marc Méraud pour Histoire des AI. Le service des Affaires indigènes au Maroc.
- 1993 : Jacques Frémeaux pour Les bureaux arabes dans l’Algérie de la conquête.
- 1995 : William A. Hoisington pour L’héritage de Lyautey : Noguès et la politique française au Maroc, 1936-1943.
- 1996 : Pierre Hebey pour Alger 1898, la grande vague antijuive.
- 1997 : Daniel Lefeuvre pour Chère Algérie : comptes et mécomptes de la tutelle coloniale, 1930-1962.
- 1998 : Christine Levisse-Touzé pour L’Afrique du Nord dans la guerre, 1939-1945.
- 1999 : Yves Salkin pour Collet au galop des Tcherkesses.
- 2000 : Charles Kleinknecht (1915-....) pour Administrateur civil au Sahara, une vie au service de l'Algérie et des Territoires du Sud, 1942-1962.
- 2001 : René Guitton pour « Si nous nous taisons » : le martyre des moines de Tibhirine.
- 2002 : Henry de Boisboissel (1924-2017) pour Le général Yves de Boisboissel des troupes coloniales, 1886-1960.
- 2003 : André Hardy pour Sidi el Hakem : mémoires d’un contrôleur civil au Maroc, 1931-1956.
- 2004 : Jean Bisson (1930-....) pour Mythes et réalités d’un désert convoité : le Sahara.
- 2005 : Association nationale pour le souvenir des Dardanelles et Fronts d’Orient (éd.). Dardanelles, Orient, Levant, 1915-1921 : ce que les combattants ont écrit. Paris : l’Harmattan, 2005
- 2006 : Philippe Lamarque (1958-....) pour L’Algérie d’antan à travers la carte postale ancienne.
- 2007 : Philippe Marchat (1930-2020) pour Un empire convoité : le Maroc et les puissances, de 711 à 1942.
- 2008 :
  - Vincent Courcelle-Labrousse et Nicolas Marmié pour La guerre du Rif : Maroc, 1921-1926.
  - Paul Doury pour Un échec occulté de Lyautey : l’affaire du Tafilalet, Maroc oriental, 1917-1919.
- 2009 : Olivier Paulus (avant-propos) pour L’armée française au Sénégal : deux siècles d’histoire.
- 2010 : Éric et Julien Magamootoo pour La réunion des possibles.
- 2011 : Jehanne-Emmanuelle Monnier pour Les frères Lambert : deux aventuriers dans la mer des Indes.
- 2012 : Guy Pervillé pour La France en Algérie, 1830-1954.
- 2013 :
  - Abdelmajid Kaddouri pour Le Maroc et l’Europe (XVe – XVIIIe siècles) : problématique du dépassement.
  - Mercedes Volait pour Maisons de France au Caire : le remploi de grands décors mamelouks et ottomans dans une architecture moderne.
- 2014 : Robert Solé pour Sadate.
- 2015 :
  - Mehdi Ghouirgate (1978-....) pour L’ordre almohade, 1120-1269 : une nouvelle lecture anthropologique.
  - Anne-Marie Planel pour Du comptoir à la colonie : histoire de la communauté française de Tunisie, 1814-1883.
- 2016 : Daniel Rivet pour Un acteur incompris de la décolonisation : le général Edouard Méric, 1901-1973.
- 2017 : Pierre Sourisseau (1934-....) pour Charles de Foucauld, 1858-1916.
- 2018 : Faruk Bilici pour L’expédition d’Égypte, Alexandrie et les Ottomans : l’autre histoire.
- 2019 :
  - Jalila Sbaï pour La politique musulmane de la France : un projet chrétien pour l’islam ? 1911-1954.
  - Nayla Tabbara pour L’islam pensé par une femme.
- 2020 : Non décerné.
- 2021 : Manoël Pénicaud pour Louis Massignon « le catholique musulman ».
- 2022 : Paul Gaujac pour Les Goums marocains pendant la Seconde guerre mondiale, 1941-1945
- 2023 : Jean-Yves Bertrand-Cadi pour L'Algérie des sociétés savantes : leur contribution et leur héritage (1830-1962).
- 2024 : Elyès Jouini pour la réédition de Au fil de ma vie de Mohamed Salah Mzali.